# Gama-valerolactonă
γ- sau gama-valerolactona (abreviată ca GVL) este un compus organic de tip lactonă, fiind un compus pentaciclic. Este un promedicament al acidului gama-hidroxivaleric (GHV), fiind utilizat ca drog recreațional cu efect deprimant al SNC (în mod analog cu acidul gama-hidroxibutiric, dar cu potență mai mică).

## Obținere
Gama-valerolactona este obținută din acidul levulinic, care poate fi obținut din diverse hexoze. De obicei, biomasa celulozică este hidrolizată la glucoză și alte monozaharide utilizând catalizatori acizi. Glucoza poate fi deshidratată la hidroximetilfurfural, care trece în acid formic și acid levulinic. Acesta ciclizează la derivați de metil-furan, care pot fi hidrogenați la gamma-valerolactonă: